# Абельдяев, Василий Семёнович
Василий Семёнович Абельдяев (1 января 1902 ― 9 ноября 1988) ― советский и российский врач-терапевт, заслуженный врач РСФСР, почётный гражданин города Старый Оскол (1987).

## Биография
Василий Семёнович родился 1 января 1902 года в городе Орле в семье портного. В 1913 году завершил обучение в церковно приходской школе, а также учился в одном классе Городского училища, в 1916 году успешно поступил в Духовное училище. После революции 1917 года Духовное училище было ликвидировано и Абельдяев начал работать. В 1922 году поступил на медицинский факультет Воронежского университета. В 1929 году завершил обучение. На протяжении нескольких лет работал участковым врачом в районных центрах Воронежской области. В 1937 году был назначен главным врачом противотуберкулёзного диспансера в Старом Осколе и оставался на руководящей должности до 1970 года.
В годы Великой Отечественной войны Василий Семёнович стал военным врачом. 8 сентября 1939 года был призван на военную службу. Занимался формированием эвакуационного госпиталя № 1926. 23 июня 1941 года этот госпиталь одним из первых стал работать на фронте. Дислоцировался на базе геолого-разведочного техникума, в Старом Осколе. В 1942 году Абельдяев начал свой боевой путь на фронтах Великой Отечественной: Волховском, 3 Прибалтийском, Ленинградском, 2 Белорусском. За годы войны госпиталь принял более 28000 человек. 2 ноября 1945 года госпиталь был расформирован. Абельдяев возвратился работать в Старый Оскол. С 1947 по 1959 годы Абельдяев работал в должности директора медицинского училища, до 1960 года преподавал фармакологию. По его инициативе была создана и организована работа областной туберкулёзной больницы.
Личную библиотеку из 4000 томов книг, врач подарил городу. Занимался изучением истории местности, историей медицины. Ему принадлежит авторство «Записки по истории развития здравоохранения Старого Оскола и уезда со времени основания города-крепости Оскол и до Октябрьской революции», «Записки о жизни купцов», «В местной уездной больнице», «История аптечного дела».
4 декабря 1987 года решением местных властей города Старого Оскола был удостоен звания «Почётный гражданин города Старый Оскол». 
Проживал в Старом Осколе. Умер 9 ноября 1988 года.

## Награды и звания
- Орден Ленина,
- Орден Красной Звезды,
- Орден «Знак Почёта»,
- Орден Отечественной войны 2 степени,
- Медаль «За оборону Ленинграда»,
- Медаль «За трудовую доблесть»,
- Медаль «За победу над Германией в Великой Отечественной войне 1941-1945 гг.»,
- заслуженный врач РСФСР,
- Почётный гражданин города Старый Оскол (1987).

## Память
- Одна из улиц города Старый Оскол носит имя Василия Абельдяева.